# Пастух Роман Іванович
Пастух Роман Іванович (20 лютого 1948, с. Уголна Стрийського району Львівської області) — український журналіст, публіцист, поет, краєзнавець, етнограф, фольклорист, літературознавець, редактор, культурно-громадський діяч. Закінчив факультет журналістики Львівського національного університету ім. І. Франка.

## Життєпис
Закінчив Уголнянську початкову школу (1959), дев'ять класів Великодідушицької середньої школи на Стрийщині (1964), Стрийську вечірню середню школу робітничої молоді № 1 (1967), Стрийське професійно-технічне училище № 8 за спеціальністю токар по металу (1966), факультет журналістики Львівського державного(нині національного) університету ім. І. Франка (1975). Працював токарем Стрийського металозаводу (1966—1967). Служив у армії (1967—1969). Коротко працював слюсарем Стрийської суконної фабрики, а після університету — завідувачем відділу промисловості, будівництва і транспорту газети «Радянське слово»(м. Дрогобич на Львівщині, 1975—1990).
Згодом працював власним кореспондентом всеукраїнського часопису «За вільну Україну» (м. Львів) у Прикарпатському реґіоні (1990—2006).
За ініціативи Романа Пастуха 11.09.2011 в с. Фалиш Стрийського району відбулося освячення меморіальної таблиці, встановленої на честь видатної актриси Іванни Біберович . 2013 році в рамках третьої зустрічі Вуличного Університету проводив екскурсії для дрогобицьких та луганських студентів. 25.01.2014 Роман Пастух запропонував на честь полеглих на Євромайдані у Києві одну з вулиць міста Дрогобич назвати іменем Героїв Євромайдану . З нагоди 200-річчя народження Т. Г. Шевченка за ініціативи Романа Пастуха в Стрийському районі встановлено 43 пам'ятні таблиці. Того ж таки 2014 року у с. Гірне за ініціативою та сприяння Романа Пастуха відкрито меморіальну дошку видатним односельчанам архітектору Василю Нагірному та художнику й гумористу Едварду Козаку. Крім того, за його ініціативою встановлено близько пів сотні меморіальних, пам'ятних таблиць, пам'ятних знаків.

## Нагороди і почесні звання
- Лауреат Бойківського літературно-краєзнавчого конкурсу імені Мирона Утриска (1999, 2000, 2017)
- Лауреат конкурсу гумористів «Апостол сміху» всеукраїнської газети «Веселі вісті» (2000)
- Лауреат літературного фольклорно-етнографічного конкурсу «Бойківський світ» імені о. Михайла Зубрицького (2010)
- Лауреат літературної премій імені Івана Франка за книгу «Франкова доля» (29.07.2010)
- Лауреат літературної премій імені Ірини Вільде за книгу «Корона Данила Галицького» (травень 2011)
- Лауреат Всеукраїнського літературного конкурсу імені Леся Мартовича (2018)
- Почесною грамотою та ювілейним нагрудним знаком 70 річчя створення УПА (2012)
- Почесною грамотою та ювілейним нагрудним знаком 75 річчя створення УПА (2017)
- Грамотами всеукраїнського об'єднання «Письменники Бойківщини» (01.08.2012, 2017)
- Почесна грамота НСПУ в березні 2008
- Почесна грамота НСЖУ в квітні 2013
- Лауреат Благодійного фонду Віктора Романюка (2014)
- Лауреат літературної премії імені Олекси Бобикевича (2018)
- Нагрудною «Почесною відзнакою НСПУ» (2018)
- Орденом «Лицарський Хрест заслуги» IV ступеня
- Медаллю «За заслуги перед містом» (м. Дрогобич) (2018)
- Медаллю «За відродження України»

Пастух Роман Іванович з 27.10.2004 член НСПУ.
Член Національних Спілок журналістів (1977), письменників (2004), краєзнавців України (2011).
Член ради трьох каденцій Львівської обласної організації НСПУ.
Делегат V з'їзду НСПУ в 2006 р та VII з'їзду НСПУ в 2014 р.
Відповідальний секретар Дрогобицького осередку НСПУ.
Член президії Львівської обласної організації всеукраїнського товариства «Україна-Світ».
Член всеукраїнського об'єднання «Письменники Бойківщини».
Член ради Дрогобицької організації товариства «Меморіал» ім. В. Стуса.
Член літературно-мистецького об'єднання «Хвилі Стрия».